# Темерешти (Тимиш)
Темерешти (рум. Temerești) насеље је у Румунији у жупанији Тимиш у граду Фађету. Oпштина се налази на надморској висини од 168 m.

## Прошлост
По "Румунској енциклопедији" место се први пут помиње 1514. године. Назив се везује за српско име Тихомир. Године 1717. ту је записано 17 домова.
Аустријски царски ревизор Ерлер је 1774. године констатовао да место припада Фачетском округу, Лугожког дистрикта. Становништво је било претежно влашко. Када је 1797. године пописан православни клир ту је само један свештеник. Парох поп Михаил Јаношев (рукоп. 1789) служио се само румунским језиком.

## Становништво
Према подацима из 2002. године у насељу је живело 560 становника, од којих су сви румунске националности.